# The Fangs of the Tattler
The Fangs of the Tattler è un cortometraggio muto del 1916 diretto da James W. Horne.
È l'undicesimo dei quindici episodi del serial The Social Pirates prodotto dalla Kalem con Marin Sais e Ollie Kirkby.

## Produzione
Il film fu prodotto dalla Kalem Company.

## Distribuzione
Distribuito dalla General Film Company, il film - un cortometraggio in due bobine - uscì nelle sale cinematografiche USA il 5 giugno 1916.